# FK Czernihów
FK Czernihów (ukr. Футбольний клуб «Чернігів», Futbolnyj Kłub "Czernihiw") – ukraiński klub piłkarski i futsalowy, mający siedzibę w mieście Czernihów, na północy kraju, grający w Perszej-lihi.

## Historia
Chronologia nazw:
- 18.06.2003: JuSB Czernihów (ukr. «ЮСБ» (Чернігів))
- 05.2017: FK Czernihów (ukr. «Чернігів»)

Klub piłkarski JuSB został założony w miejscowości Czernihów 18 czerwca 2003 roku. W tym że roku drużyna została wicemistrzem Czernihowa. W następnym roku była czwartą w mistrzostwach oraz zdobyła Puchar Czernihowa. W 2007 zespół zakwalifikował się do finałowej czwórki mistrzostw obwodu czernihowskiego w futsalu oraz debiutował w pierwszej lidze mistrzostw obwodu czernihowskiego w piłce nożnej. W 2008 roku startował w wyższej lidze mistrzostw obwodu. W sezonie 2013 debiutował w amatorskich mistrzostwach Ukrainy. W maju 2017 klub zmienił nazwę na FK Czernihów. W następnym sezonie 2019/20 ponownie startował w amatorskich mistrzostwach.
Latem 2020 roku klub zgłosił się do rozgrywek Druhiej Lihi i otrzymał status profesjonalny.

## Barwy klubowe, strój
|  |  |

Klub ma barwy czarno-żółte. Zawodnicy domowe spotkania zazwyczaj grają w żółtych koszulkach, czarnych spodenkach oraz żółtych getrach.

## Sukcesy

### Trofea międzynarodowe
Nie uczestniczył w rozgrywkach europejskich (stan na 31-05-2020).

### Trofea krajowe
| \| \| Zdobyte trofea w rozgrywkach Ukrainy (stan na: 17-09-2020) \| |                                                            |      |          |
| Rozgrywki                                                           | Osiągnięcie                                                | Razy | Sezon(y) |
| · Mistrzostwo                                                       | I miejsce                                                  | 0    |          |
| · Mistrzostwo                                                       | II miejsce                                                 | 0    |          |
| · Mistrzostwo                                                       | III miejsce                                                | 0    |          |
| Puchar                                                              | zdobywca                                                   | 0    |          |
| Puchar                                                              | finalista                                                  | 0    |          |
| Puchar                                                              | 1/64 finału                                                | 1    | 2020/21  |
| II liga                                                             | I miejsce                                                  | 0    |          |
| II liga                                                             | II miejsce                                                 | 0    |          |
| II liga                                                             | III miejsce                                                | 0    |          |
| Ukraina                                                             | Zdobyte trofea w rozgrywkach Ukrainy (stan na: 17-09-2020) |      |          |

- Druha liha (D3):
  - ?.miejsce (1x): 2020/21

## Poszczególne sezony

### Rozgrywki międzynarodowe

#### Europejskie puchary
Nie uczestniczył w rozgrywkach europejskich.

### Rozgrywki krajowe
| \| Ukraina \| Bilans występów klubu w rozgrywkach piłkarskich Ukrainy (Stan na 17 września 2020 r.) \| \| |                                                                                       |        |       |   |   |   |    |    |     |                        |        |        |      |
| Poziom | Rozgrywki                                                                             | Sezony | Mecze | Z | R | P | B+ | B– | Pkt | Lata                   | Awanse | Spadki | Naj. |
| I | Wyszcza liha/Premier-liha                                                             | 0      |       |   |   |   |    |    |     |                        | 0      | 0      |      |
| II | Persza liha                                                                           | 0      |       |   |   |   |    |    |     |                        | 0      | 0      |      |
| III | Druha liha                                                                            | 1      |       |   |   |   |    |    |     | 2020–                  | 0      | 0      | ?    |
| IV | Amatorska liha                                                                        | 3      |       |   |   |   |    |    |     | 2013, 2017/18, 2019/20 | 1      | 0      | 4    |
| | Puchar Ukrainy                                                                        | 1      |       |   |   |   |    |    |     | 2020–                  | 0      | 0      | 1/64 |
| Ukraina                                                                                                   | Bilans występów klubu w rozgrywkach piłkarskich Ukrainy (Stan na 17 września 2020 r.) |        |       |   |   |   |    |    |     |                        |        |        |      |

## Struktura klubu

### Stadion
Klub piłkarski rozgrywa swoje mecze domowe na Czernihiw-Arena w Czernihowie o pojemności 500 widzów.

## Kibice i rywalizacja z innymi klubami

### Derby
- Desna Czernihów